# Rio Tijuco
Rio Tijuco är ett vattendrag i Brasilien.   Det ligger i delstaten Minas Gerais, i den sydöstra delen av landet, 400 km sydväst om huvudstaden Brasília.
Omgivningarna runt Rio Tijuco är en mosaik av jordbruksmark och naturlig växtlighet. Runt Rio Tijuco är det glesbefolkat, med 18 invånare per kvadratkilometer.